# Scottocheres elongatus
Scottocheres elongatus är en kräftdjursart som först beskrevs av Scottocheres elongatus (Scott T. och Scott A. 1894.  Scottocheres elongatus ingår i släktet Scottocheres, och familjen Asterocheridae. Arten är reproducerande i Sverige.